# Sonic Blast Man
Sonic Blastman (ソニックブラストマン?) är ett beat 'em up-spel utvecklat och utgivet av Taito, med superhjälten Sonic Blastman som huvudperson. Det första spelet var ursprungligen ett arkadspel, innan det porterades till SNES.

## Arkadversionen
I arkadversionen gäller det att med boxhandsken slå till en mekanisk boxboll. Man har tre slag på sig varje gång.
Banor:
- En kvinna rånas av en rånare.
- En barnvagn råkar genom olyckshändelse hamna på motorvägen, och en lastbil håller på att köra på den.
- En beväpnad grupp tar över en byggnad.
- En jättekrabba terroriserar ett kryssningsfartyg
- En asteroid och Jorden är på väg att kollidera.

I mars 1995 återkallade Taito Sonic Blastman-maskiner efter att flera personer som spelat spelet skall ha blivit skadade. 1996 meddelade Consumer Product Safety Commission att Taito gått med på att betala skadestånd på $50,000 amerikanska dollar.

## SNES-versionen
SNES-versionen är ett beat 'em up där Sonic Blastman skall stoppa gatugäng, terrorister, utomjordingar, robotar och slutligen, en ond klon av honom själv.
Bara de två första banorna innehåller mänskliga fiender. I den japanska varianten fanns kvinnliga fiender, vilka ersattes av manliga i Nordamerika och Europa, på grund av Nintendo of Americas dåvarande stränga censurregler.

### Fotnoter
1. ↑  https://www.cpsc.gov/id/node/20189